# Sorex trowbridgii
Musaraigne de Trowbridge
Espèce
Répartition géographique
Statut de conservation UICN

 LC  : Préoccupation mineure
Sorex trowbridgii, communément appelé Musaraigne de Trowbridge, est une espèce de mammifères de la famille des Soricidés.

## Liste des sous-espèces
Selon Catalogue of Life (4 août 2020) :
- sous-espèce Sorex trowbridgii destructioni Scheffer & Dalquest, 1942
- sous-espèce Sorex trowbridgii humboldtensis Jackson, 1922
- sous-espèce Sorex trowbridgii mariposae Grinnell, 1913
- sous-espèce Sorex trowbridgii montereyensis Merriam, 1895
- sous-espèce Sorex trowbridgii trowbridgii Baird, 1857